# Emma Orczy
Emma Orczy (rojena Emma Magdalena Rozália Mária Jozefa Orczy de Orci) je bila madžarsko-angleška romanopiska, * 23. september 1865, Tarnaörs, Madžarska, † 12. november 1947, Henley-on-Thames, Anglija.
Emma Orczy je bila angleška pisateljica madžarskega porekla. Podpisovala se je kot Baroness Orczy, za prijatelje in domače je bila Emmuska Orczy. Njeno najbolj poznano delo je Škrlantni pimpernel (1903), v katerem kot glavna oseba nastopa alter ego bogatega Angleža Sira Percyja Blakeneyja. Napisala je številne detektivske, pustolovske in ljubezenske romane.

## Življenje

### Mladost
Rodila se je v vasi Tarnaörs na severu Madžarske kot hči skladatelja barona Félixa Orczyja de Orci (1835–1892) in grofice Emme Wass de Szentegyed et Cege (1839–1892). Dedek po očetovi strani, baron László Orczy, je bil član kraljevega sveta in vitez Sicilijanskega redu Svetega Georga, babica pa je bila avstrijska baronesa Magdolna Müller. Dedek po materini strani Sámuel Wass de Szentegyed et Cege je bil član madžarskega parlamenta.
Ko je bila stara 3 leta, so kmečki uporniki na sestrin rojstni dan zažgali kmetijo in konjušnico. Z družino so se zaradi strahu pred kmečkim uporom, ki ga je sprožila baronova želja po naprednem gospodarjenju in kmetijskih inovacijah, preselili najprej v Budimpešto in nato še v Bruselj in Pariz. Na očetovo željo se je vpisala na študij glasbe, vendar študija ni zaključila. Ko je bil stara 14 let, so se preselili v London, kjer se je preizkušala v slikarstvu in nastopala v igrah. Obvladala je madžarščino, francoščino in nemščino, angleščine pa sprva ne. Prvih šest mesecev je zato posvetila učenju angleškega jezika, nato pa se vpisala na študij slikarstva na West London School of Art v Westministru in na Heatherley School of Fine Art. Kljub želji študija na Cambridgeu, ji je oče to prepovedal. Na poletni razstavi kraljeve akademije je spoznala ilustratorja Henryja Georgea Montagu MacLeana Barstowa, sina anglikanskega duhovnika, in se 1894 z njim poročila. Ker denarja nista imela veliko je Emma možu pomagala kot prevajalka in ilustratorka. Na začetku sta živela v Thanetu v pokrajini Kent, potem pa sta se preselila v Bearsted. Leta 1899 se jima je rodil sin Jack in napisala je svojo prvo knjigo Cesarjevi svečniki. Življenje si je pestrila z organizacijami umetniških prireditev.

### Življenje med vojnama in smrt
Z možem sta se preselila v vilo Bijou v Monte Carlu, Monako, selitev jima je omogočal denar, ki ga je zaslužila z delom Škrlatni Pimpernel. Med prvo svetovno vojno sta s sinom živela sama v Angliji in se v Monako vrnila leta 1919. Naslednja leta je družina izmenično živela v obeh državah, Emma je služila denar s pisanjem, Montagu pa je slikal. V Monaku sta sodelovala pri začetku gradnje anglikanske cerkve, katero sta financirala Monaški princ Pierre in vojvoda Connaughta, sin britanske kraljice Viktorije. 
Med prvo svetovno vojno je v Angliji ustanovila žensko organizacijo W.E.A.S.L., ki je za spodbujala moške k bojevanju in v javnosti z ostalimi ženskami ignorirala in se izogibala tistim, ki so se rekrutaciji izogibali, čeprav so ustrezali pogojem, pa sobodo v javnosti izogibale. V organizacijo je vstopilo približno 20.000 žensk, manj kot je pričakovala. Oktobra 1914 je pomagala pri nastanitvi belgijskih beguncev, z možem pa sta organizirala tudi dobrodelne prireditve za vojne invalide. Do konca prve svetovne vojne je z družino in svojo materjo živela v grofiji Kent, po vojni pa se je mati preselila nazaj na Madžarsko, Emma pa se je zaradi pritiska medijev z družino preselila v Monako.
Ko je novembra 1942 nemška vojska napadla Francijo, so Angleži pobegnili v domovino, njena družina pa se ni mogla vrniti v London. Na začetku leta 1943 ji je umrl mož Montagu Barstow, leto kasneje pa je bila v bombnih napadih uničena tudi njena vila Bijou. V Anglijo se je vrnila leta 1947. Istega leta je objavila je roman, ki ga je napisala po moževi smrti, ter avtobiografijo Links in the Chain of Life, nato pa umrla, stara 82 let. Pokopana je v mestu Henley-on-Thames.

## Delo
S pisanjem se je začela ukvarjati po rojstvu sina Jacka Montagua Orczy-Barstowa. Njeno prvo objavljeno delo The Emperor's Candlesticks (Cesarjevi svečniki) ni doživelo uspeha, pač pa je za to poskrbel zgodovinski roman Mary's reign (1901), pozneje poznan pod naslovom The Tangled Skein. Oboževalce si je pridobila s pisanjem kratkih detektivskih zgodb. Njena dela so bila za tisti čas spotakljiva, ker so v zgodovinsko tematiko vključevala ljubezenske prizore. Do leta 1908 je objavila devet knjig, vključno z dvema nadaljevanjema Škrlatnega pimpernela. Skupaj pa je objavila več kot 50 del, večinoma skrivnostnih romanov in pustolovskih romanc.

### Škrlatni pimpernel
Leta 1903 sta z možem napisala igro Škrlatni pimpernel, ki je nastala na podlagi ene izmed kratkih zgodb , v kateri nastopa glavni junak poznan pod psevdonimom Škrlatni pimpernel. To je angleški aristokrat Sir Percy Blakeney, ki iz Francije rešuje francoske aristokrate pred revolucijo. Scarlet pimpernel je angleško ime za rastlino navadna kurja češnjica (Anagallis arvensis) z domnevnim zdravilnim učinkom.  15. oktobra leta 1903 sta jo kot odrsko igro zakonca Fred Terry in Julia Neilson, prvič predstavila v Nottinghamu, v Theatre Royal. Fred Terry je prevzel vlogo angleškega aristokrata. Po začetnem slabem uspehu, ko je delo neuspešno oddala dvanajstim založbam, je leta 1905 v Londonu postala uspešnica in v štirih letih doživela več kot 2000 uprizoritev. Je eno izmed najbolj igranih del v Angliji in drugod po svetu. Zaradi velikega uspeha je leta 1905 avtorica igro predelala v roman, ki je bil velikokrat ponatisnjen ter bil do leta 1940 preveden v 20 jezikov. Po zgodbi romana je bilo posnetih pet filmov, avtorica pa je sodelovala pri pisanju scenarijev. Sira Percya so v Škrlatnem pimpernelu in njegovih nadaljevanjih igrali David Niven, James Mason, Dustin Hoffman, Anthony Andrews in Daffy Duck. Denar, ki sta ga zakonca Barstow zaslužila z uspehom romana, jima je omogočal udobno življenje. Med drugimi tudi nakup vile v Monte Carlu. Romanu Škrlatni pimpernel je sledilo dvanajst nadaljevanj s Sirom Percyjem Blakeneyjem in ligo Škrlatnega pimpernela v glavni vlogi. Najslavnejše nadaljevanje romana je drugi del, Maščevanje, ki ga je objavila leta 1906. Zadnji del serije romanov je bil izdan 1940 pod naslovom Mam'zelle Guillotine.

### Ostala dela
Slave Škrlatnega pimpernela kasneje ni presegla nobena njena naslednja knjiga. V detektivskih kratkih zgodbah (npr. The Old Man in the Corner) se je izogibala stilu pisanja kot ga je imel Artur Conan Doyle pri ustvarjanju literarnega junaka Sherlocka Holmesa. Pri Emmi glavni junak rešuje zločine s pomočjo podatkov o primeru, ki so bili objavljeni v časopisu. Bila je med prvimi pisci detektivk z žensko v glavni vlogi, npr. v zbirki  Lady Molly of Scotland Yard (1910), kjer zgodbe pripoveduje služkinja glavne junakinje. 1928 je izšla zbirka detektivskh zgodb Skin o' My Tooth. Po knjižnih predlogah je bilo posnetih trinajst romanov. Svoje knjige je ilustrirala sama. Ilustrirala je tudi knjige drugih avtorjev. 
Emma Orczy je bila ustanoviteljica društva detektivov (ang. The Detection Club) leta 1930. Člani društva so bili pisatelji detektivskih zgodb, vanj pa je bil pisec sprejet pod prisego samo s predlogom dveh že obstoječih članov. Člana društva sta bila tudi Agatha Christie in Sir Arthur Conan Doyle.

## Emma Orczy v slovenščini
Dva romana, Dušica in Mož v sivi suknji, sta izšla tudi v slovenskem prevodu, Dušica v mariborskem časopisu Straža leta 1923 in 1924, v tedniku za štajersko pokrajino Slovenskem gospodarju (1929) in potem še v najstarejšem slovenskem časniku v ZDA Amerikanskem Slovencu (1932 in 1937). Mož v sivi suknji je bil 1929 objavljen v Slovenskem gospodarju v več kot 36 številkah, leta 1932 pa v Amerikanskem Slovencu.
- 1928, Za Cezarja (COBISS) (prevod: Ivan Mulaček, izv. 1914)
- 1929,  Mož v sivi suknji (COBISS); The Man in Gray (prevod: Anton Jehart, izv. 1918)
- 1936, Dušica (COBISS) (prevod: Anton Jehart)
- 1942, Ljubezen, ki rešuje (COBISS) (prevod: Anton Anžič)
- 2019, Škrlantni pimpernel (COBISS); The Scarlet Pimpernel (prevod: Mateja Malnar Štembal, izv. 1905, igra 1903)
- 2019, Maščevanje (nadaljevanje Škrlatnega pimpernela) (COBISS); I Will Repay (prevod: Mateja Malnar Štembal, izv. 1906)

## Filmi, posneti po romanih
Po romanih avtorice je bilo posnetih 13 filmov.
- 1923: Maščevanje (režija Henry Kolker)
- 1934: Škrlatni pimpernel (dir. Harold Young)
- 1982: Škrlatni pimpernel (dir. Clive Donner)